# 江南大駅
江南大駅（カンナムデえき）は、大韓民国京畿道龍仁市器興区中部大路にある、龍仁軽電鉄の駅である。駅番号はY111。

## 歴史
- 2013年4月26日 - 開業。

## 駅構造
相対式ホーム2面2線を有する地上駅。　

### のりば
- のりばの番号は存在しない。

| 上り | ●龍仁軽電鉄 | 器興行き               |
| 下り | ●龍仁軽電鉄 | 前垈・エバーランド方面 |

## 駅周辺
- 江南大学校

## 隣の駅
龍仁軽電鉄
●龍仁軽電鉄
器興駅 (Y110) - 江南大駅 (Y111) - 支石駅 (Y112)